# Psycho Tropical Ballet Pink
Psycho Tropical Ballet Pink is het tweede studioalbum van Swahili Blonde uitgebracht in 2011.
Het album is geschreven en geproduceerd door Nicole Turley (behalve Soundrel days geschreven door A-Ha).

## Bandleden
- Nicole Turley - zang, drumstel en basgitaar.
- Brad Caulkins - saxofoon.
- John Frusciante - gitaar.
- Laena Geronimo - viool.
- Arianna Basco - zang.
- Heather Cvaz - zang.

## Tracks
1. Etoile De Mez
2. Zelda Has It
3. Scoundrel Days
4. Purple Ink
5. Science Is Magick
6. The Golden Corale